# South Palm Beach
South Palm Beach è un comune degli Stati Uniti d'America, situato in Florida, nella Contea di Palm Beach.

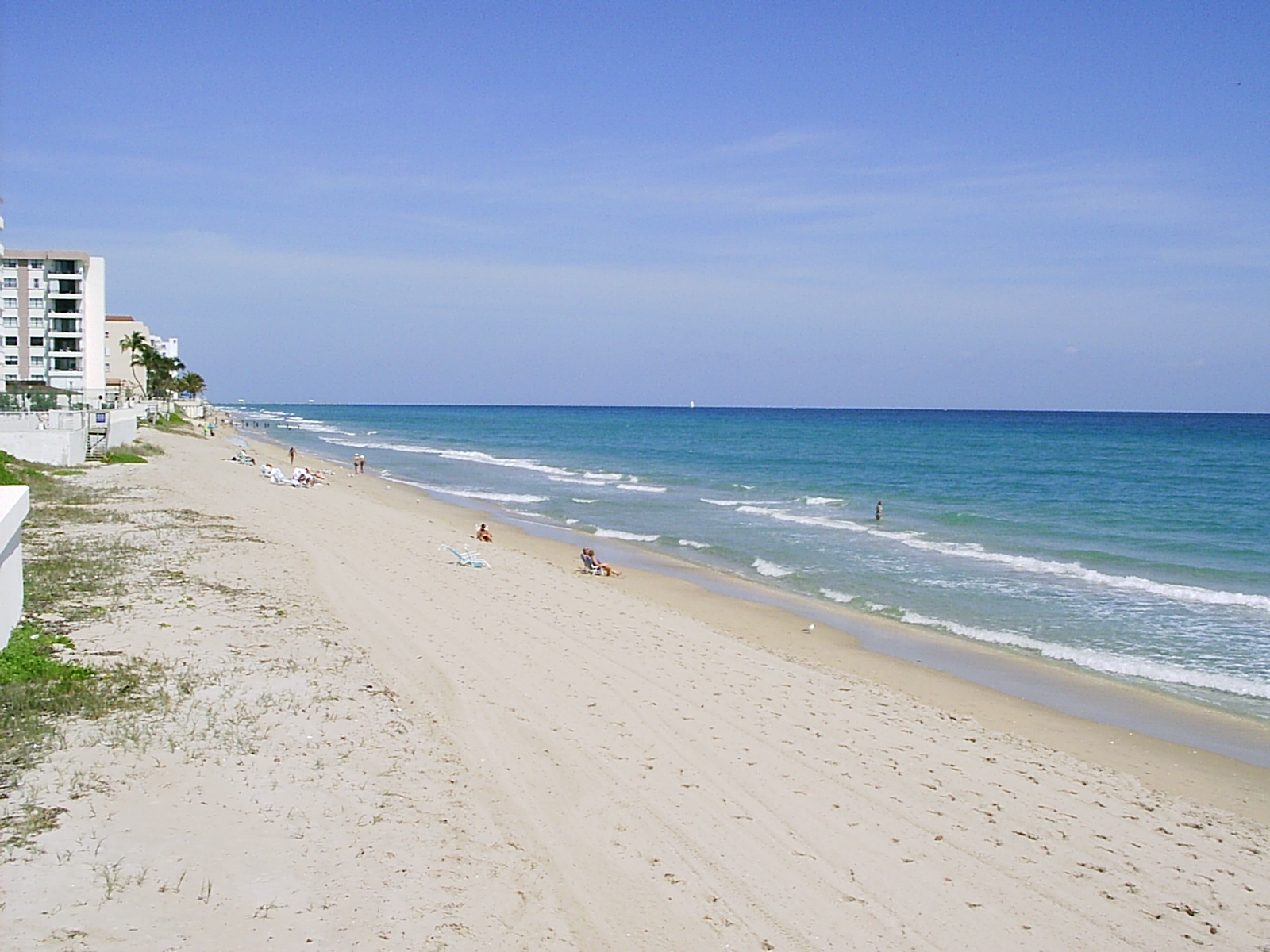
La spiaggia di South Palm Beach